# Pálffy Géza (történész)
Pálffy Géza (Veszprém, 1971. február 9. – ) magyar történész, a Magyar Tudományos Akadémia levelező tagja. A Magyar Királyság, Horvátország és a Habsburg Monarchia közötti kapcsolatok, a magyar uralkodókoronázások és a Szent Korona kora újkori történetének jeles és elismert kutatója.

## Élete
Családja a várfalvi Pálffy családból származik, amely 1609-ben kapott nemességet Báthory Gábor erdélyi fejedelemtől.
Édesanyja, Horváth Gizella vegyésztechnikus volt a Veszprémi Egyetemen, édesapja, Pálffy Géza 1997. évi haláláig vegyipari gépész-üzemmérnökként dolgozott ugyanott. Ikertestvére, Zoltán a veszprémi Lovassy László Gimnázium matematika–kémia–számítástechnika szakos tanára és igazgatóhelyettese, öccse, Attila pedig grafikai informatikusként dolgozik Győrben. Felesége, dr. Friedler Magdolna orgonaművész, a budapesti II. kerületi Járdányi Pál Zeneiskola orgonatanára, aki szabadidejében novellákat és verseket ír.
Pálffy Géza az általános és középiskolát szülővárosában, Veszprémben végezte. A Lovassy László Gimnázium speciális matematika tagozatára járt, ahol 1986-ban az országos Irinyi János kémiaversenyen 3. helyezést ért el. Mindeközben aktívan atletizált, különböző hosszú távú futószámokban többször nyert országos bajnoki címet, és néhány alkalommal a magyar ifjúsági válogatottnak is tagja volt. 1989-ben az Eötvös Loránd Tudományegyetem történelem–orosz szakjaira nyert felvételt. Diplomáit – több éves török szakon folytatott tanulmányok mellett – történelem (1994) és levéltár szakon (1995) szerezte. Szakdolgozati témavezetői Ágoston Gábor és Gecsényi Lajos voltak. 1992-ben a XXI. OTDK Humán Tudományok és Hadtudományi szekcióiban kiemelt I. helyezést ért el, 1993-ban pedig megkapta a Pro Scientia érmet.
1994. szeptember 1-jétől az MTA Bölcsészettudományi Kutatóközpont (BTK) Történettudományi Intézetében (TTI) dolgozik tudományos tanácsadóként. Ugyanitt 2012 júliusától ellátja a Szent Korona Kutatócsoport vezetését, amelynek immáron két tucat kiadványa jelent meg. PhD-disszertációját a 16–17. századi katonai igazságszolgáltatás témakörében – Szakály Ferenc akadémikus témavezetésével – 1998. július 6-án védte meg summa cum laude-fokozattal. Akadémiai doktori értekezését a Magyar Királyság és a Habsburg Monarchia 16. századi kapcsolatrendszeréről 2010. május 31-én 100 százalékos eredménnyel védte meg, elnyerve ezzel az MTA doktora címet.
Az egyetem második évfolyamától kezdve rendszeresen folytat mind Magyarországon, mind külföldön (főként Ausztriában, Szlovákiában, Horvát-, Cseh- és Németországban) levéltári kutatásokat a Magyar Királyság és a közép-európai Habsburg Monarchia 16–18. századi történetére, elsősorban a törökellenes határvédelmi rendszerre, a Magyar Királyság katonai elitjére és arisztokráciájára, valamint a magyar rendek és a Habsburg-udvar kapcsolataira vonatkozóan. A politika-, had-, igazgatás- és társadalomtörténet mellett kiemelten érdeklődik a Szent Korona históriája, a magyar uralkodókoronázások, a ceremónia- és sírkőkutatás, a prozopográfia, a térképtörténet, valamint a magyar–horvát és magyar–szlovák kapcsolatok iránt.
E témakörökben eddig több mint 30 saját kötete (angol, horvát, magyar, német, román és szlovák nyelvű szakmonográfiák, forráskiadványok, katalógusok és tudományos népszerűsítő összefoglalások, több már második kiadásban és számos utánnyomásban) és közel egy tucatnyi szerkesztett kötete (horvát, magyar és szlovák nyelven) látott napvilágot, illetve több mint 350 tanulmánya és könyvfejezete jelent meg, a magyar mellett vezető osztrák, német, francia, olasz, orosz, cseh, szlovák, horvát és török történeti szakfolyóiratokban, valamint angol, francia, német, román és szlovák tanulmány- és konferenciakötetekben. Rendszeres előadója nemzetközi konferenciáknak, Oxfordtól és Párizstól Prágán és Bécsen át Pozsonyig, Zágrábig és Kolozsvárig. Hazai és külföldi előadásainak száma megközelíti a 300-et. Könyveiről és tanulmányairól ez ideig mintegy 200 ismertetés látott napvilágot, idézettsége több mint 2500 önálló munkában meghaladja az 5000 hivatkozást.
Tudományos kutatómunkája mellett Pálffy Géza 1994 óta megbízott előadóként számos szemeszteren át tanított az Eötvös Loránd Tudományegyetem Középkori és Koraújkori Magyar Történeti Tanszékén és az Eötvös Collegium Történeti Műhelyében, miközben néhány esztendőn át oktatott a Miskolci, majd a Pécsi Egyetemen is, főként kora újkori magyar történelmet, segédtudományokat és forrásolvasást. Tagja a Századok, a Történelmi Szemle, a Hungarian Historical Review, a Hadtörténelmi Közlemények és a Veszprémi Szemle folyóiratok, valamint négy horvát, egy német, egy cseh és egy morva történeti folyóirat szerkesztőbizottságának.
1999 őszétől négy esztendőn át főtitkárhelyettese volt a Magyar Történelmi Társulatnak. 2003-tól tagja az Osztrák–Magyar Akció Alapítvány Kuratóriumának, 2008-tól az MTA Történettudományi Bizottságának, emellett 2010-től 2016-ig két ciklusban az MTA nem akadémikus közgyűlési képviselője volt. 2012. február 1-től három esztendőn át az OTKA Történettudomány – Tudomány- és Technikatörténet zsűri elnöki tisztét is viselte, 2015 elejétől pedig ugyancsak három éven keresztül az NKFI Társadalom- és Bölcsészettudományi Kollégiumának volt tagja. Éveken át részt vett a történelem érettségi feladatsor és az új történelemtankönyvek lektorálásában. 2025-ben a Magyar Tudományos Akadémia levelező tagjává választották.
Tudományos kutató- és oktatómunkája elismeréseként 1997-ben Akadémiai Ifjúsági Díjban, 2000-ben Szakály Ferenc Emlékéremben és Szűcs Jenő-díjban, 2001-ben Bezerédj-díjban részesült, 2002-ben elnyerte a Talentum Díjat. 2011-ben a Kárpát-medencei népek tudományos-kulturális együttműködésének fejlesztéséért a Magyar Kultúra Lovagja címben részesült, 2015-ben pedig állami ünnepünk, augusztus 20. alkalmából megkapta a Magyar Érdemrend tisztikeresztje polgári tagozatát.

## Szervezeti tagságok
- MTA Történettudományi Bizottság (szavazati jogú tag: 2008–)
- Castrum Bene Egyesület (1998–)
- Magyar Történelmi Társulat (titkár/főtitkárhelyettes: 1999–2003, helyettes főtitkár: 2002–2003)
- Pro Scientia Aranyérmesek Társasága
- Gesellschaft für die Erforschung der Frühen Neuzeit, Bécs (1995–)
- Arbeitskreis „Militär und Gesellschaft” [Berlin] (1996–1999)
- Pro Scientia Aranyérmesek Társasága (1993–)
- Fons Alapítvány Kuratóriuma (elnök: 1995–1998)
- Bolyai Klub (2001–)
- Corvina Baráti Kör (2000–)
- Nagyvázsonyi Vártanács (1998–)
- Alapítvány a magyar hadi történetírás támogatására (kuratóriumi tag: 2001–)

## Közéleti és tudományos tevékenységei
- MTA BTK TTI Szent Korona Kutatócsoport vezetője
- OTKA Történettudomány – Tudomány- és Technikatörténet zsűri elnöke (2012–2015)
- ELTE BTK Történelem Segédtudományi Doktori Program (alapító tag: 2012– )
- Habsburg Történeti Intézet (tudományos tanácsadó: 2003–2009)
- Osztrák–Magyar Tudományos és Oktatási Együttműködési Alapítvány / Stiftung Aktion Österreich-Ungarn (kuratóriumi tag: 2003–)
- Eötvös Collegium Történész Műhelye tutori köre (tag: 2009–)
- MTA (nem akadémikus közgyűlési képviselő: 2010–2016)[4]
- OTKA Publikációs Bizottsága (tag: 2011–2012)
- MTA Tudományetikai Bizottsága (tag: 2011–2012)

### Szerkesztőbizottsági tagságok
- Hadtörténelmi Közlemények (1999–)
- Száz Magyar Falu Könyvesháza sorozat (1999–2002)
- Lymbus: Magyarságtudományi forrásközlemények (2002–2017)
- Múlt-kor internetes történeti folyóirat (2001–)
- Časopis Matice moravske (2007–)
- Opera historica – Časopis pro dějiny raného novověku (2008–)
- Podravina: Časopis za multidisciplinarna istraživanja (2002–)
- Radovi Zavoda za hrvstaku povijest (Filozofskog fakulteta Sveučilišta u Zagrebu) (2011–)
- Zbornik Odsjeka za povijesne znanosti Zavoda za povijesne i društvene znanosti Hrvatske akademije znanosti i umjetnosti (2002–)
- Századok: a Magyar Történelmi Társulat folyóirata (2003–2007; kora újkorért felelős szerkesztőségi tag, 2003–2012)
- Ekonomska i ekohistorija: Časopis za gospodarsku povijest i povijest okoliša (2005–)
- Múlt-kor: Negyedéves történelmi magazin (2011–)

## Oktatási tevékenység
- Eötvös Loránd Tudományegyetem (ELTE), Középkori és Koraújkori Magyar Történeti Tanszék és Történelem Segédtudományai Tanszék (oktatott előadások: Háborúk és békerendszerek a XVI–XVII. században; Magyarország és a Habsburg Birodalom a 16. században és A törökellenes határvédelmi rendszer; a végvári katonaság történetének 16–17. századi forrásai; A Magyar Királyság és a Habsburg Monarchia a 16. században; Istvánffy Miklós és krónikája a 16. századi magyar történelemről): (megbízott előadó: 1994–1998; 2002–2011)
- Miskolci Egyetem, Történelem Segédtudományai Tanszék (oktatott előadások: Bevezetés a történeti források kutatásába és a történelem segédtudományaiba; Magyarország katonai igazgatása a XVI–XVII. században; A magyar állam kormányzattörténete a kezdetektől a XVIII. század végéig; Katonai igazgatás, gazdaság és társadalom Magyarországon a XVI–XVII. században; Habsburg határvédelem és oszmán berendezkedés Magyarországon a XVI–XVII. században: (egyetemi tanársegéd: 1995–1997)
- Janus Pannonius Tudományegyetem (Pécs), Középkori és Koraújkori Történeti (oktatott előadások: Tanszék Török hadjáratok és várháborúk Magyarországon (XVI–XVIII. század); A török elleni határvédelmi rendszer Magyarországon (XV–XVIII. század; Habsburg-kormányzat és magyar rendiség a XVI–XVII. században; Török hadjáratok és várháborúk Magyarországon (16–18. század): (egyetemi tanársegéd: 1997–2000)
- ELTE, Történeti Intézet, Kora Újkori Doktori Iskola (oktatott előadások: Magyarország és a Habsburg Birodalom a 16. században; A 16–17. századi magyarországi katona–politikai elit és kutatásának lehetőségei): (megbízott előadó: 2004–)

### Kutatási területei
- A Habsburg-udvar és a magyar rendek
- A magyar arisztokrácia a kora újkorban
- A Magyar Királyság és a Habsburg Monarchia története a 15. századtól a 18. század elejéig
- A törökellenes határvédelmi rendszer Magyarországon és Horvátországban
- Magyar uralkodókoronázások és a Szent Korona (Lendület-projekt)
- Magyarország politika-, had- és társadalomtörténete

### Legfontosabb szakmai felfedezések
- A kora újkori Habsburg–magyar viszony újraértelmezése (kölcsönös egymásrautaltság, kompromisszumrendszerek és lemondások, sikeres centralizáció és erős rendiség, lojalitás és hazafiság nem zárják ki egymást)
- A 16–17. századi törökellenes határvédelmi rendszer korábban ismeretlen kétarcú szervezetének (végvidéki és kerületi főkapitányságok) feltárása
- A 16–17. századi magyarországi katonai igazságszolgáltatás teljes körű feltárása
- A 16–17. századi magyar országgyűlés helyszíneinek és az első pozsonyi magyar Országház felépítésének rekonstruálása (egyúttal az Országház szó legkorábbi előfordulásának fellelése)
- A Magyar Királyság 16. századi működésének új megvilágításba helyezése (fennmaradó Szent István-i magyar állam, nem létezett királyi Magyarország)
- A Magyar Királyság 17. századi históriájának új szemleletben történő értelmezése (a szakítások és kiegyezések évszázada)
- A Magyar Királyság kora újkori fővárosai (Buda, Pozsony, Bécs, Sopron) szerepköreinek új szempontú vizsgálata és értelmezése
- A 17. századi Sopron visszaemelése koronázóvárosaink és a magyar állam „alkalmi fővárosainak” sorába
- A Bocskai-felkelés (1604–1606) új szempontú értelmezése
- Bethlen Gábor erdélyi fejedelem és a magyar rendek kapcsolatrendszerének tisztázása
- A kora újkori koronázási lakomák szimbolikájának feltárása (I. Ferdinánd bankett-ülésrendjének felfedezésével)
- A Szent Korona legkorábbi autentikus ábrázolása keletkezésének rekonstruálása Buzási Enikővel együtt (a Clemens Jäger-féle Habsburg Ehrenspiegelben, 1553–1561)
- Az 1558. évi horvát–szlavón közös országgyűlés meghívólevelének felfedezése (a horvát parlament [sabor] történetének alapforrása)
- A kora újkori magyar uralkodókoronázások „forgatókönyv-tervezeteinek” (1561/63) megtalálása
- A legkorábbi magyar és horvát hadiszabályzatok (1560-as évek) felfedezése
- A legkorábbi magyar nyelvű haditörvényszéki ítéletlevél (1566) közzététele
- Az első magyar- és horvátországi szisztematikus térképészeti országfelmérés feltárása (az Angielini várépítészek térképészeti tevékenysége, 1560–1570-es évek)
- A német mintájú magyar grófi cím 1606. évi keletkezésének tisztázása
- A legkorábbi magyar koronázási zászló (1618) felfedezése (a Szent Korona ismeretlen ábrázolásával), a magyar korona országainak eddig ismert első zászlósorával együtt, valamint a koronázási zászlók történetének feltárása és hatnyelvű (német, angol, magyar, horvát, szerb és szlovák) közzététele
- A Szent Korona és a koronaláda korábban ismeretlen 1638. februári balesetének feltárása (a kereszt elferdülésének lehetősége)
- A legkorábbi Horvátország-zászló (1647, Pozsony, IV. Ferdinánd koronázásáról) azonosítása és megtalálása
- Zrínyi Miklós egyik legfontosabb katonai tisztségének (1663) és a nevezetes napja, a vati hadimustra körülményeinek tisztázása
- A két Zrínyi Miklós révén a magyar arisztokrácia lojalitásainak és identitásaink feltérképezése
- A költő és hadvezér Zrínyi Miklós helyett politikus, katona és költő-író Zrínyi Miklós-kép felvázolása
- A veszprémi végvár fő- és vicekapitányai 16–17. századi életrajzi adattárának összeállítása
- A kora újkori Magyar Királyság sírkőkataszteri munkálatainak megkezdése Mikó Árpáddal és Zuzana Ludikovával együtt
- A koronaláda legkorábbi leltárainak (1551, 1608 és 1622) feltárása
- A pozsonyi magyar koronaőrség legkorábbi jegyzékeinek felfedezése a 17. századból
- I. Lipót császár saját kezű leírásának felfedezése a Szent Korona Bécsbe menekítéséről, majd Pozsonyba való visszaviteléről az 1663–1664. évi nagy török háború idején
- Az elfeledett vagy kevéssé vizsgált koronázódiéták és koronázások (1622, 1625, 1681: Sopron, 1830: Pozsony, 1916: Budapest) kutatásának koordinálása
- A Szent Korona és koronázási kincseink nyomában címmel ismeretterjesztő film készítése a Szent Korona Kutatócsoport több éves felfedezéseiről, illetve soknyelvű DVD-jének megjelentetése
- A Szent Korona külföldről való hazatéréseinek tisztázása (összesen 11 esemény)
- A magyar uralkodókoronázásokra készült érmek teljes katalógusának összeállítása és magyar, angol, szlovák kiadása Soltész Ferenc Gáborral és Tóth Csabával együtt

## Díjai, elismerései
- Miniszteri Elismerő Oklevél az Osztrák–Magyar Akció Alapítvány Kuratóriumában végzett másfél évtizedes munkáért, 2018[5]
- Külsővat község díszpolgára, 2016[6]
- A Magyar Érdemrend tisztikeresztje, 2015
- A Magyar Kultúra Lovagja (a Kárpát-medencei népek együttműködésének fejlesztéséért), 2011
- Balassi Bálint Emlékérem, 2004
- Deák Ferenc-ösztöndíj (oktatási és kulturális miniszter), 2004
- Talentum Díj, 2003
- Bolyai Emléklap (MTA Bolyai János Kutatási Ösztöndíj Kuratóriuma), 2003
- Szűcs Jenő-díj (Soros Alapítvány), 2001
- Bezerédj-díj (ösztöndíj) (Bezerédj Alapítvány), 2001
- Szakály Ferenc Emlékérem, 2000
- Akadémiai Ifjúsági Díj (Magyar Tudományos Akadémia), 1997
- Az év ifjú hadtörténésze-díj (Alapítvány a magyar hadi történetírás támogatására), 1996
- Pro Scientia érem, 1993
- XXI. OTDK Humán Tudományok szekció kiemelt I. helyezés, 1992
- XXI. OTDK Hadtudományi szekciói kiemelt I. helyezés és a Szolnoki Katonai Műszaki Főiskola különdíja, 1992

## Könyvei[7]
- Amikor Sopronra figyelt Európa. Az 1625. évi soproni koronázó országgyűlés; szerk. Dominkovits Péter, Katona Csaba, Pálffy Géza; MNL GYMSM Soproni Levéltár–BTK TTI, Sopron–Budapest, 2020 (Annales Archivi Soproniensis)
- A Szent Korona hazatér. A magyar korona tizenegy külföldi útja (1205–1978). Szerk. Pálffy Géza. 2. kiadás. Budapest : MTA Bölcsészettudományi Kutatóközpont Történettudományi Intézet, 2019. 636 p.
- Soltész, Ferenc Gábor–Tóth, Csaba–Pálffy, Géza: Coronatio Hungarica in Nummis. Medals and Jetons from Hungarian Royal Coronations (1508–1916). Transl. Strong, Lara et al. Ed. Bertók, Krisztina. Budapest : Hungarian Academy of Sciences, Research Centre for the Humanities, Institute of History – Hungarian National Museum, 2019. 416 p.
- Pálffy, Géza: Die Krönungsfahnen in der Esterházy Schatzkammer auf Burg Forchtenstein. Die Geschichte der Krönungsfahnen der Länder der Stephanskrone vom Spätmittelalter bis Anfang des 20. Jahrhunderts. Eisenstadt : Esterhazy Privatstiftung, 2018. (Mitteilungen aus der Sammlung Privatstiftung Esterhazy, 10.) 226 p. (Kurzfassung in englischer, ungarischer, kroatischer, serbischer und slowakischer Sprache)
- A Szent Korona és koronázási kincseink nyomában. Ismeretterjesztő film az MTA BTK TTI „Lendület” Szent Korona Kutatócsoport legfontosabb felfedezéseiről. Bárány Krisztián és Bárány Dániel filmje. Szakértő: prof. dr. Pálffy Géza. / On the Trail of the Holy Crown and Coronation Insignia of Hungary. Documentary film. International publication in 8 languages. DVD-ROM. Budapest : MTA BTK Történettudományi Intézet – Filmever Stúdió, 2018. 65 perc (nyolcnyelvű változat: magyar, német szinkron, angol, horvát, orosz, román, spanyol és szlovák feliratos)
- Korunovácie a pohreby. Mocenské rituály a ceremónie v ranom novoveku. Eds. Tünde Lengyelová–Géza Pálffy. Budapest–Békéscsaba: Historický ústav Filozofického výskumného centra Maďarskej akadémie vied – Výskumný ústav Slovakov v Maďarsku, 2016. (Kor/ridor knihy, 2.) 228 p.
- A Szent Korona és koronázási kincseink nyomában. Ismeretterjesztő film az MTA BTK TTI „Lendület” Szent Korona Kutatócsoport legfontosabb felfedezéseiről. Bárány Krisztián és Bárány Dániel filmje. Szakértő: Prof. Dr. Pálffy Géza. DVD-ROM. Budapest : MTA Bölcsészettudományi Kutatóközpont Történettudományi Intézet – FilmLab Bt., 2016. 65 perc
- Soltész Ferenc Gábor–Tóth Csaba–Pálffy Géza: Coronatio Hungarica in Nummis. A magyar uralkodók koronázási érmei és zsetonjai (1508–1916). Szerk. Bertók Krisztina. Budapest : MTA Bölcsészettudományi Kutatóközpont Történettudományi Intézet; Magyar Nemzeti Múzeum, 2016. 416 p.
- Pálffy Géza: Zrínyi Miklós nagy napja. Az 1663–1664. évi török háború egyik meghatározó eseménye: a vati hadimustra 1663. szeptember 17-én. A szigetvári hős halála 450. és dédunokája, az első magyar tábornok kinevezése 370. évfordulójának emlékére. 2. javított kiadás. Budapest–Pápa : MTA Bölcsészettudományi Kutatóközpont Történettudományi Intézet – Jókai Mór Városi Könyvtár, 2016. 58 p.
- Butási, Enikő–Géza Pálffy: Augsburg – Wien – München – Innsbruck. Die frühesten Darstellungen der Stephanskrone und die Entstehung der Exemplare des Ehrenspiegels des Hauses Österreich. Gelehrten- und Künstlerbeziehungen in Mitteleuropa in der zweiten Hälfte des 16. Jahrhunderts. Budapest : Institut für Geschichte des Forschungszentrums für Humanwissenschaften der Ungarischen Akademie der Wissenschaften, 2015. 168 S.
- Coronatus in regem Hungariae... Medaliile de încoronare ale regilor Ungariei / Coronatus in regem Hungariae... A magyar uralkodókoronázások érmei. Autori catalog / a szövegeket összeállította: Pálffy, Géza–Soltész, Ferenc Gábor–Tóth, Csaba. Ed./Szerk. Bertók, Krisztina. Cluj-Napoca–Budapest : Muzeul Naţional de Istorie a Transilvaniei şi Muzeul Naţional Maghiar / Erdélyi Nemzeti Történeti Múzeum és Magyar Nemzeti Múzeum, 2015. (Bibliotheca Musei Napocensis XLVIII.) 239 p.
- Pálffy Géza: A Szent Korona Sopronban. Nemzeti kincsünk soproni emlékhelyei. Sopron–Budapest : Magyar Nemzeti Levéltár Győr-Moson-Sopron Megye Soproni Levéltára – MTA Bölcsészettudományi Kutatóközpont Történettudományi Intézet, 2014. 104 p.
- Coronatus Posonii... Bratislavské korunovačné medaily a žetóny (1563–1830) / Coronatus Posonii... A pozsonyi magyar uralkodókoronázások érmei (1563–1830). Autori katalógu / A katalógust összeállították: Pálffy, Géza–Soltész, Ferenc Gábor–Tóth, Csaba. Bratislava–Budapest : Slovenské národné múzeum-Historické múzeum a Maďarské národné múzeum / Szlovák Nemzeti Múzeum – Történeti Múzeum és Magyar Nemzeti Múzeum, 2014. 156 p.
- Rendiség és parlamentarizmus Magyarországon. A kezdetektől 1918-ig. Szerk. Dobszay Tamás–Forgó András–Ifj. Bertényi Iván–Pálffy Géza–Rácz György–Szijártó M. István. Budapest : Országgyűlés Hivatala–Argumentum Kiadó, 2013. 458 p.
- Thurzovci a ich historický význam. Eds. Tünde Lengyelová–Géza Pálffy. Bratislava : Spoločnosť Pro Historia–Historický ústav SAV, 2012. 260 p.
- Pálffy Géza: A haditérképészet kezdetei a Habsburg Monarchiában. Az Angielini várépítész-família rendszeres térképészeti tevékenysége a horvát–szlavón és a magyarországi határvidéken az 1560–1570-es években / Die Anfänge der Militärkartographie in der Habsburgermonarchie. Die regelmäßige kartographische Tätigkeit der Burgbaumeisterfamilie Angielini an den kroatisch-slawonischen und den ungarischen Grenzen in den Jahren 1560–1570. Budapest : Magyar Országos Levéltár / Ungarisches Nationalarchiv, 2011. 96 p. + 108 p. + Tábla / Tafel I–XXXII. + DVD-ROM
- Brodarics-emlékkönyv. Egy különleges pártváltás a mohácsi csata után. Brodarics István szerémi püspök búcsúlevele I. Ferdinánd királyhoz (1527. március 18., Dévény). Írták, a kötet dokumentumait válogatták és a tájékoztató irodalomjegyzéket összeállították: Kasza Péter – Pálffy Géza. A kötet dokumentumait fordították: Hegyi György – Kasza Péter – Kulcsár Péter. Szerkesztette és a mutatókat összeállította: Kenyó Ildikó. Budapest : Magyar Országos Levéltár, 2011. 160 p.
- Pálffy Géza: A Magyar Királyság és a Habsburg Monarchia a 16. században. Budapest : História–MTA Történettudományi Intézet, 2010. (História könyvtár: Monográfiák, 27.) 564 p., ill. Második, szövegében változatlan kiadás. Budapest : MTA Bölcsészettudományi Kutatóközpont Történettudományi Intézet, 2015. (Magyar Történelmi Emlékek, Értekezések) 564 p.
- Pálffy, Géza: Povijest Mađarske : Ugarska na granici dvaju imperija (1526.-1711.) [Prijevod s mađarskog Jelena Knežević.] Samobor : Meridijani, 2010. (Bibliotheca Historia Croatica, 57.) 295 p.
- Pálffy, Géza: The Kingdom of Hungary and the Habsburg Monarchy in the Sixteenth Century. [Translated from the Hungarian by Thomas J. and Helen D. DeKornfeld] Boulder, Colorado : Social Science Monographs–Wayne, New Jersey : Center for Hungarian Studies and Publications, Inc.–New York : Distributed by Columbia University Press, 2009. (East European Monographs, DCCXXXV.; CHSP Hungarian Studies Series, 18.) xviii, 410 p.
- Pálffy Géza: Romlás és megújulás 1606–1703. Budapest : Kossuth Kiadó, 2009. (Magyarország története, 10.) 112 p., 9 térképpel, 35 szövegdobozzal, 145 képpel
- Pálffy Géza: A három részre szakadt ország 1526–1606. Budapest : Kossuth Kiadó, 2009. (Magyarország története, 9.) 112 p., 11 térképpel, 32 szövegdobozzal, 135 képpel
- Pálffy Géza: Győztes szabadságharc vagy egy sokféle sikert hozó felkelés? A magyar királysági rendek és Bocskai István mozgalma (1604–1608). Budapest : Magyar Történelmi Társulat, 2009. (Századok Füzetek, 3.) 70 p.
- Bálint Csanád–Font Márta–Katus László–Kubinyi András–Pálffy Géza–Romsics Ignác: Magyarország története. Főszerk. Romsics Ignác. Budapest : Akadémiai Kiadó, 2007. (Akadémiai Kézikönyvek) 1040 p., ill. benne Pálffy Géza: Magyarország két világbirodalom határán (1526–1711). In: Uo. p. 307–487. és 977–985.
- Nógrády Árpád–Pálffy Géza–Velkey Ferenc: Magyar uralkodók. Debrecen : Tóth Könyvkereskedés és Kiadó, 2006. 104 p.
- Pálffy Géza: Egy különleges nemesi karrier a 16–17. században. Hatos Bálint pápai vicekapitány és családja története. Pápa : Jókai Mór Városi Könyvtár, 2005. (Jókai könyvek, Sorozatszerk. Hermann István, 3.) 116 p.
- Hrvatsko-mađarski odnosi 1102–1918. Zbornik radova. Glavni ured. Milan Kruhek. Ured. Milan Kruhek–Géza Pálffy–Dinko Šokčević–Mirko Valentić–Dinko Župan. Zagreb Hrvatski institut za povijest, 2004. (Biblioteka Hrvatska povijesnica; Posebna izdanja) 334 p.
- Pálfiovci v novoveku. Vzostup významného uhorského šľachtického rodu. Zborník z vedeckej konferencie Bratislava 20. mája 2003. Ed. Anna Fundárková–Géza Pálffy. Bratislava–Budapest : Spoločnosť Pro História–Academic Electronic Press, 2003. 151 p.
- Tanulmányok Szakály Ferenc emlékére. Szerk. Fodor Pál–Pálffy Géza–Tóth István György. Budapest : MTA TKI Gazdaság- és Társadalomtörténeti Kutatócsoportja, 2002. (Gazdaság- és társadalomtörténeti kötetek, 2.) 571 p.
- Gemeinsam gegen die Osmanen. Ausbau und Funktion der Grenzfestungen in Ungarn im 16. und 17. Jahrhundert. Katalog der Ausstellung im Österreichischen Staatsarchiv 14. März – 31. Mai 2001. Text und Redaktion: Géza Pálffy. Budapest–Wien : Österreichisches Staatsarchiv-Collegium Hungaricum Wien, 2001. 40 p.
- Pálffy Géza: A tizenhatodik század története. Budapest : Pannonica Kiadó, 2000. (Magyar Századok, 6.) 280 p.
- Pálffy Géza: Európa védelmében. Haditérképészet a Habsburg Birodalom magyarországi határvidékén a 16–17. században. Második, javított és bővített kiadás. Pápa : Jókai Mór Városi Könyvtár, 2000. 162 p. + VIII melléklet + 1 fakszimile
- Bethlen Farkas: Erdély története. I. A mohácsi csatától a váradi békekötésig (1526–1538). I–II. könyv. Fordította: Bodor András. A jegyzeteket írta és a mutatókat összeállította: Pálffy Géza. Budapest–Kolozsvár : Enciklopédia Kiadó–Erdélyi Múzeum-Egyesület, 2000. 226, XVI. p.
- Pálffy, Géza–Miljenko Pandžić–Felix Tobler: Ausgewählte Dokumente zur Migration der Burgenländischen Kroaten im 16. Jahrhundert / Odabrani dokumenti o seobi Gradišćanskih Hrvata u 16. stoljeću. Eisenstadt / Željezno : Hrvatksi kulturni i dokumentarni centar / Kroatisches Kultur- und Dokumentationszentrum, 1999. 336 p.
- Pálffy Géza: A császárváros védelmében. A győri főkapitányság története 1526–1598. Győr : Győr-Moson-Sopron Megye Győri Levéltára, 1999. (A győri főkapitányság története a 16–17. században, 1.) 331 p.
- A pápai vár felszabadításának négyszáz éves emlékezete 1597–1997. A bevezető tanulmányt írta és az okmánytárat összeállította: Pálffy Géza. (Szerk. Hermann István) Pápa : Jókai Mór Városi Könyvtár, 1997. 188 p. Utánnyomás: Pápa : Jókai Mór Városi Könyvtár, 2005
- Pálffy Géza: Katonai igazságszolgáltatás a királyi Magyarországon a XVI–XVII. században. Győr : Győr-Moson-Sopron Megye Győri Levéltára, 1995. 342 p.

## Filmográfia
- A Szent Korona kutatása. Az Akadémiai Dolgozók Fórumának kisfilmje „A mi Akadémiánk” sorozat 3. részeként. 2019. május 17. = https://www.youtube.com/watch?v=fc1TMRkP1Dg&feature=youtu.be
- Historikon – A Szent Korona Dr. Pálffy Gézával (1. rész), 2018. május 23.[8]
- Historikon – A Szent Korona Dr. Pálffy Gézával (2. rész), 2018. június 6.[9]
- Mindenki Akadémiája, A Szent Korona titkai, M5, 2017. március 9.[10]
- Zrínyi és a vadkan/ Zrínyi and the wild boar. Rendező: Simonyi Balázs, 2017[11]
- A Szent Korona és koronázási kincseink nyomában. Ismeretterjesztő film az MTA BTK TTI „Lendület” Szent Korona Kutatócsoport legfontosabb felfedezéseiről. Bárány Krisztián és Bárány Dániel filmje. Szakértő: Prof. Dr. Pálffy Géza. Budapest : MTA Bölcsészettudományi Kutatóközpont Történettudományi Intézet – Filmever Studió, 2016–2017[12]
- Novum TV, 2014. február 22. MTA Lendület – mai vendégünk Pálffy Géza történész, 11:18-tól 19:48-ig[13]
- Novum TV, 2014. március 1. Koronázási pálca és érmék – barangolás Pálffy Géza történész kincsei közt, 13:07-től 17:56-ig[14]
- Magyarország története (MTV, magyar történelmi dokumentumfilm) 17.: Az ország három részre szakadása, 2010[15]
- Magyarország története (MTV, magyar történelmi dokumentumfilm) 18.: Élet a török félhold árnyékában, 2010[16]
- Magyarország története (MTV, magyar történelmi dokumentumfilm) 19.: Romlás és kiútkeresés, 2010[17]
- Magyarország története (MTV, magyar történelmi dokumentumfilm) 20.: A török kor vége, 2010[18]
- A Habsburgok és Magyarország (Duna TV, magyar ismeretterjesztő filmsorozat) 12/1.: Egy európai dinasztia születése, 2005
- A Habsburgok és Magyarország (Duna TV, magyar ismeretterjesztő filmsorozat) 12/2.: Közép-Európa meghatározó hatalma, 2005
- A Habsburgok és Magyarország (Duna TV, magyar ismeretterjesztő filmsorozat) 12/3.: A Habsburg világbirodalom születése 2005
- A Habsburgok és Magyarország (Duna TV, magyar ismeretterjesztő filmsorozat) 12/4.: A Habsburg-dinasztia spanyol ága, 2005
- A Habsburgok és Magyarország (Duna TV, magyar ismeretterjesztő filmsorozat) 12/5.: A Habsburg Monarchia a XVI. sz. második felében, 2005
- A Habsburgok és Magyarország (Duna TV, magyar ismeretterjesztő filmsorozat) 12/6.: Válság és megerősödés: a Habsburg-dinasztia a 17. században, 2005.